# Vassholisen
Koordinaten: 70° 43′ 0″ S, 11° 32′ 0″ O
Das Vassholisen (norwegisch für Wasserlocheis) ist ein Schelfeis an der Prinzessin-Astrid-Küste des ostantarktischen Königin-Maud-Lands. Es liegt in einer Senke am Nordrand der Schirmacher-Oase.
Wissenschaftler des Norwegischen Polarinstituts benannten es 1968.